# Mugilogobius zebra
Mugilogobius zebra är en fiskart som först beskrevs av Aurich, 1938.  Mugilogobius zebra ingår i släktet Mugilogobius och familjen smörbultsfiskar. Inga underarter finns listade i Catalogue of Life.